# Lisianski
L'illa Lisianski (en hawaià Papaʻāpoho) és una de les illes de Sotavent de Hawaii. Està situada a 220 km a l'oest de Laysan.
Lisianski és una illa baixa d'origen volcànic molt erosionada. La superfície total és d'1,56 km², però units a l'illa hi ha els baixos Neva que abasten una àrea d'uns 979 km².
L'illa porta el nom d'Urey Fedorovich Lisiansky, comandant rus del Neva que participava en l'expedició d'Adam Krusenstern, la primera expedició russa que va fer la volta al món. Lisiansky es va separar de l'expedició i va encallar, el 1805, en aquesta illa. Després d'algunes variacions en la transcripció del nom rus, es va fixar oficialment com a Lisianski Island.
Igual que Laysan, l'illa Lisianski va ser cedida pel regne de Hawaii per a l'explotació del guano i s'hi van caçar molts ocells per comerciar amb les plomes. El 1909, el president Theodore Roosevelt, la va incloure en la reserva natural per a la protecció d'ocells.